# Gebirgskrieg

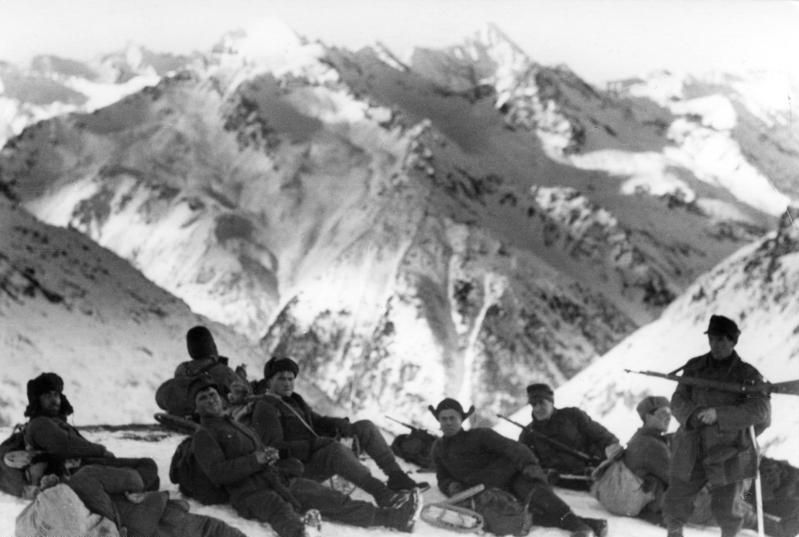
Deutsche Gebirgsjäger während des Gebirgskrieges im Kaukasus 1942.

Als Gebirgskrieg wird eine kriegerische Auseinandersetzung im Gebirge bezeichnet.

## Besonderheiten des Gebirgskrieges
Gekennzeichnet ist der Gebirgskrieg durch die Hinderniswirkung des schwierigen Geländes, das Truppen- und Nachschubbewegungen des Gegners, aber auch eigene kanalisiert, verlangsamt und erschwert. So waren Armeen bis ins 20. Jahrhundert auf die Nutzung der vorhandenen Verkehrswege beschränkt. Eine gegenseitige Unterstützung von auf parallelen Wegen sich bewegenden Truppen konnte deshalb zum einen nicht erfolgen, zum anderen konnten Truppenbewegungen relativ einfach durch Sperrung der Verkehrswege unterbunden werden. Auch kann im Gebirgskrieg die zahlenmäßige und technische Überlegenheit einer gegnerischen Armee durch geschickte Ausnutzung des Geländes kompensiert werden. Zusätzlich zu den Gefahren durch die Gefechtshandlungen sind die Soldaten den alpinen Gefahren ausgesetzt, die häufig mehr Tote als die Gefechte selbst fordern. Der Stellungsbau im Gebirge kann meist nur durch aufgesetzte Stellungen erfolgen oder durch gebohrte Gänge in den Fels.
Die Verkehrswege (Bewegungslinien für Kampftruppe und Logistik) können oft durch relativ schwache Kräfte in günstigen Stellungen wirkungsvoll gesperrt werden. Ein Beispiel hierfür ist die Schlacht bei den Thermopylen, in der 480 v. Chr. eine relativ kleine spartanische Truppe unter Leonidas I. eine weit überlegene persische Streitmacht aufhielt. Zugleich kann diese Defensivwirkung durch eine mögliche Umgehung der Stellungen des Verteidigers aufgehoben werden, wie es ebenfalls in der Schlacht an den Thermopylen geschah. Um gegebenenfalls das Tal wirklich sperren zu können, müssen auch die angrenzenden Höhen beherrscht werden, da ansonsten von dort aus Truppen im Tal angegriffen werden. Für den Gebirgskrieg gilt der Grundsatz: „Wer die Höhen besitzt, beherrscht die Täler.“ Gebirgskrieg erfordert leichte, speziell ausgebildete und ausgerüstete Truppen sowie eine das Gelände nutzende Taktik.

## Geschichte des Gebirgskrieges

### Antike
In der Geschichte der militärischen Taktiken war die Taktik der Griechen von der Phalanx geprägt. Diese erforderte einen gewissen Raum und ein möglichst unproblematisches Gelände, da bereits geringe Fehler Einzelner ein Eindringen des Gegners und damit einen Zusammenbruch der gesamten Formation bedeutet hätte. Die römische Manipulartaktik erforderte ebenfalls einen gewissen Mindestraum um Wirkung entfalten zu können. Dies ist im Gebirge oft nicht der Fall. Der fehlende Raum führte beispielsweise in der Schlacht bei Noreia zur Niederlage der römischen Truppen gegen die Kimbern, Teutonen und Ambronen. Nach Möglichkeit wurde die Kriegsführung im Gebirge daher vermieden.

### Mittelalter
Die mittelalterliche Taktik war stark von der Entwicklung des gepanzerten Ritters als in der offenen Feldschlacht dem Fußsoldaten haushoch überlegenem Kämpfer geprägt. Zum Einsatz im Gebirge waren diese Truppen nicht geeignet, wie bereits sehr früh 778 die Schlacht bei Roncesvalles zeigte, in der die leichtbewaffneten Basken die berittenen Franken besiegen konnten, da diesen der Manövrierraum fehlte. Auch die Schlacht am Morgarten 1315 stellte die bewusste Ausnutzung der Gegebenheiten des Geländes dar, indem das Ritterheer Leopold I. durch die eidgenössischen Truppen in einem Hohlweg angegriffen wurde, wo die Schlagkraft der schweren Reiterei nicht zum Zuge kommen konnte.

### Frühe Neuzeit
Nach der Schlacht am Morgarten, für deren Ausgang neben der Ausnutzung des Geländes auch der Einsatz der mit Hellebarden bewaffneten Infanterie von Bedeutung war, wurde die Taktik vom 15. bis ins 16. Jahrhundert von den Gewalthaufen der Landsknechte und ihren Pikenieren bestimmt. Auch diese Gefechtsform erforderte einen gewissen Raum. Eingestellt war die Kriegführung auf das gebirgige Gelände nicht und so war es eher ein Mittel des Partisanenkampfes. Davon zeugt, dass politische Grenzen früher selten auf Passhöhen lagen, sondern die stärkere Partei einen Vorposten jenseits des Passes in bewohntem Gelände errichtete (z. B.: Urnerboden als Urner Vorposten gegen Glarus; Gmünd als Salzburger Vorposten gegen Kärnten).

### 18. und 19. Jahrhundert
Solange der Krieg von der arrangierten Feldschlacht in starrer Schlachtordnung dominiert war und Hochgebirgsregionen allgemein als unpassierbar galten, fand dort Kriegsführung allenfalls an Pässen statt.
Im Verlauf des 18. Jahrhunderts traten mehrere Faktoren auf, die das Aufkommen einer spezifisch auf den Gebirgskrieg ausgerichteten Truppe begünstigten:
- In Dänemark-Norwegen stellt man schon 1709 im Großen Nordischen Krieg zwei leichte Infanterie-Kompanien skiløper auf[1], Skier als ziviles und militärisches Fortbewegungsmittel breiteten sich aber nur langsam aus.
- Die zur Jahrhundertmitte aufgekommene Leichte Infanterie kämpfte in offener Formation und konnte so auch in gebirgigem Terrain eingesetzt werden.
- Der in den achtziger Jahren des 18. Jahrhunderts aufkommende Alpinismus erschloss den Zugang zu bisher als unbezwingbar geltenden Gebirgsformationen.
- Mit dem folgenden Übergang vom Söldnerheer zum Bürgerheer konnten auch größere Verbände von Linientruppen in Bergregionen eingesetzt werden, ohne dass zu viele Soldaten das unübersichtliche Gelände zur Desertation nutzten.

Diese neuen Möglichkeiten für die Kriegsführung blieben von wenigen, zumeist improvisierten Ausnahmen abgesehen, zunächst jedoch ungenutzt.
Das Gebirge galt lange als für Kriegshandlungen ungeeignet. Führer und Truppe waren nicht dafür ausgebildet. Clausewitz betrachtete das Gebirge als Nebenkriegsschauplatz, auf dem keine Entscheidung errungen werden könne und daher allenfalls als Zuflucht der Schwachen von Bedeutung sei.
Im 19. Jahrhundert gewann der Kampf im Gebirge an Bedeutung, zunächst in Form des Guerillakampfes, angefangen mit den Napoleonischen Kriegen auf der Iberischen Halbinsel (1807–1814), in denen die spanischen Freischärler den französischen Truppen unterlegen waren und sich in die Gebirge zurückzogen. Dort konnten sie der französischen Armee empfindliche Verluste bereiten. Napoleon rekrutierte seinerseits am 6. August 1808 aus den französischen Gebirgs-Departements drei Bataillone Chasseurs de Montagne. Diese Gebirgsjäger sollten auf beiden Seiten der Pyrenäen-Grenze Patrouillendienst verrichten und ein Einsickern spanischer Guerilleros verhindern. Die Soldaten dieser 1814 wieder aufgelösten Verbände hatten noch keine alpinistische Ausbildung oder Ausrüstung.
Ein anderes Beispiel einer erfolgreichen Gebirgsoperation in dieser Zeit ist die Eroberung der „Leutasch-Schanz“ bei Mittenwald im Jahr 1805 durch die Franzosen. Die benachbarte Festung „Porta Claudia“ bei Scharnitz sicherte seit dem Mittelalter das Einfallstor nach Österreich. Französischen Truppen gelangten nach Umgehung über den heute so genannten „Franzosensteig“ am Grünkopf (1.587 m) in deren Rücken, so dass am 5. November 1805 Marschall Ney mit seiner Armee in Innsbruck einzog.
In der Schlacht am Bergisel kämpften 1809 die Tiroler unter Andreas Hofer gegen bayerische, französische und sächsische Truppen und erzielten nicht unerhebliche Erfolge.
Die innerspanischen Carlistenkriege wurden wesentlich als Partisanenkriege im Gebirge geführt. Allerdings waren in diesen Auseinandersetzungen die Partisanenverbände noch auf reguläre Truppen angewiesen, um nachhaltigen Erfolg zu haben, die von ihrer Taktik nicht auf den Gebirgskrieg ausgelegt waren.

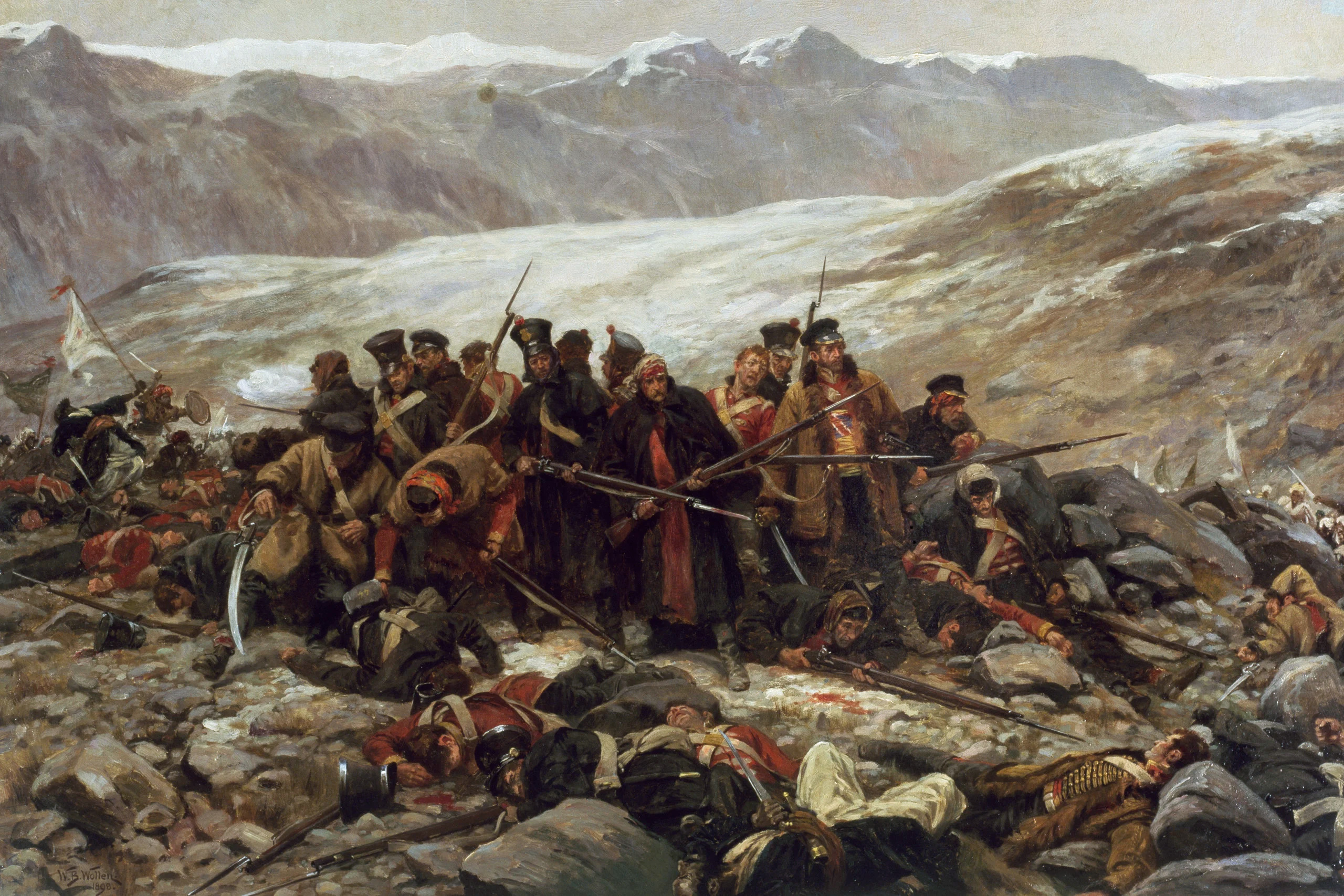
Heroisierende Darstellung der britischen Truppen im Gebirgskrieg während der Schlacht von Gandamak

Beim britischen Rückzug unter General Elphinstone im Ersten Anglo-Afghanischen Krieg wurde die britische Streitmacht unter Ausnutzung des afghanischen Gebirgslandes durch afghanische Stammestruppen aufgerieben. Ähnlich verhielt es sich beim Widerstand der Kaukasusvölker unter Imam Schamil. In dieser Auseinandersetzung wurde die größere Beweglichkeit der einheimischen Kämpfer gezielt und über einen langen Zeitraum erfolgreich gegen die russischen Truppen genutzt.
Es dauerte aber noch einige Zeit, bis der Bedarf nach einer für den Gebirgskrieg geschulten und ausgestatteten Truppe und ihre Einsatzmöglichkeiten erkannt wurde. Gebirgstruppen im eigentlichen Sinne entstanden daher erst in der zweiten Hälfte des 19. Jahrhunderts, als auch die Konstruktion von leichten und zerlegbaren Geschützen sowie die Nutzung von Tragetieren es ermöglichten, diese Truppen mit den erforderlichen Artillerie- und Nachschubkapazitäten auszustatten. Als Kerntruppen nutzte man in der Regel vorhandene Verbände der leichten Infanterie, für den Ersatz wurden vorrangig Gebirgsbewohner herangezogen. 1872 stellte Italien zunächst 15 Kompanien der Alpini auf, 1888 Frankreich Kompanien der Chasseurs alpins.

### 20. Jahrhundert
1906 wurden in Österreich-Ungarn zwei Tiroler Landesschützen-Regimenter zu Hochgebirgstruppen umgewandelt. 1911 begann auch die Schweizer Eidgenossenschaft mit der Bildung eines Gebirgskorps.

#### Erster Weltkrieg

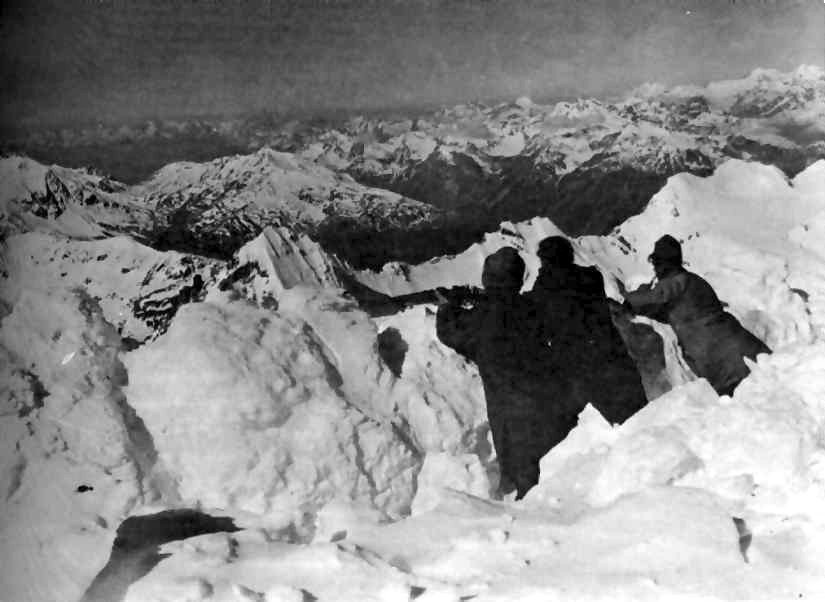
Österreichisch-Ungarischer Schützengraben auf dem Vorgipfel des Ortler in ca. 3850 m Höhe (1917)

Die Stunde des Gebirgskrieges schlug unerwartet im Ersten Weltkrieg. Der Gebirgskrieg 1915–1918 zwischen Österreich-Ungarn (mit deutscher Hilfe) und Italien (seit 1917 mit Unterstützung durch die anderen Alliierten) wurde als Stellungskrieg geführt. Fünf Hauptfronten können unterschieden werden: zwischen Stilfser Joch und Gardasee, vom Gardasee bis zum Kreuzbergsattel bei Sexten, auf den Kämmen der Karnischen und Julischen Alpen, am Isonzo und an der Piave-Grappa-Front. Die Stellungen lagen teilweise auf fast 4000 m Höhe, z. B. am Ortler. Der Gebirgskrieg 1915–1918 kann insofern als einmalig angesehen werden, da sich danach nie wieder zwei Armeen auf einen jahrelangen Stellungskrieg im Gebirge einließen.
siehe auch: Unternehmen Lawine, Österreich-Ungarns Südtiroloffensive 1916

#### Zweiter Weltkrieg
Im Zweiten Weltkrieg kam es zu einzelnen Kämpfen im Gebirge, etwa in Norwegen, auf dem Balkan, im Kaukasus, in den Westalpen und im Apennin. Es wurde jedoch darauf geachtet, den Krieg „beweglicher“ zu führen und das Erstarren der Fronten selbst unter Inkaufnahme des eigenen Rückzuges zu vermeiden. Daneben spielte das Gebirge im Partisanenkrieg (vor allem gegen die Titopartisanen) eine Rolle und schließlich in den letzten Zügen des Krieges durch die Alpenfestung.

#### Mittlerer Osten
Wesentliche Teile des Ersten und Zweiten Indisch-Pakistanischen Kriegs um Kaschmir wurden als Gebirgskrieg ausgetragen. Der Kaschmir-Konflikt in Kaschmir einer zwischen Indien und Pakistan umstrittenen Region im Himalaya hält bis zum heutigen Tag an, und an dem auch China im Indisch-Chinesischen Grenzkrieg beteiligt war.

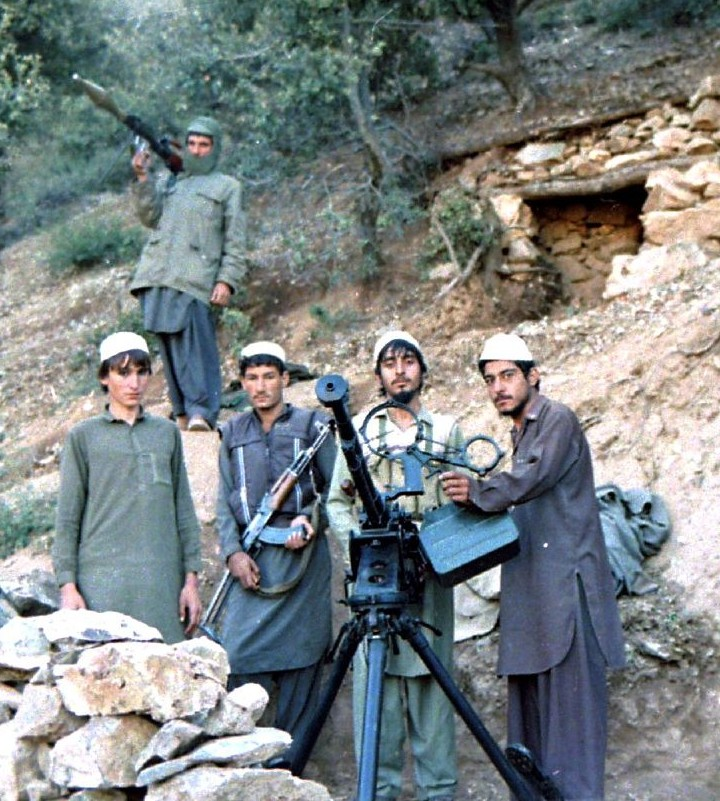
Gebirgsstellung von Mudschaheddin im Afghanischen Bürgerkrieg.

In den bewaffneten Konflikten in Afghanistan seit 1978 spielt die von Bergen geprägten Topografie Afghanistans eine bedeutende Rolle und trug etwa zum Scheitern der sowjetische Intervention im Afghanischen Bürgerkrieg bei. Auch der US-geführte Krieg in Afghanistan 2001–2021 (Operation Enduring Freedom bzw. ISAF-Einsatz) gestaltet sich ebenfalls primär als asymmetrischer Kampf im Gebirge. Kräfte der Taliban und Al-Qaidas nutzen auch hier die Vorteile des Gebirges gegen die Truppen von NATO und afghanischer Regierung. So resultierten beispielsweise die Probleme bei der Operation Anaconda im Jahre 2002 daraus, dass sich die NATO dabei anders als ihre Gegner nur unzureichend auf die Erfordernisse des Gebirgskrieges einstellte.

#### Naher Osten
Nachdem der im Sechstagekrieg 1967 von Israel besetzte Berg Hermon samt einem bedeutsamen Aman-Horchposten im Jom-Kippur-Krieg von syrischen Luftlande-Kommandos zurückerobert wurde und erst im zweiten Anlauf verlustreich von den israelischen Streitkräften erneut eingenommen werden konnte, stellte man in Israel 1974 die Alpinistim als Spezialeinheit für den Gebirgskrieg auf. Zuvor wurden diese Aufgaben von den Spähern der Fallschirmjäger-Brigade (Sajeret Zanhanim) und eines Alpinzuges der Sajeret Matkal wahrgenommen. Die Alpinistim kamen im Libanonkrieg (1982) auch im Chouf-Gebirge zum Einsatz. Der Kampf um den Hermon setzte sich als Abnutzungskrieg unter Einsatz von Scharfschützen und Stoßtrupps bis ins Frühjahr 2004 mit der Truppenentflechtung und der Stationierung von Blauhelmsoldaten der UNO fort.

## Gebirgstruppen verschiedener Staaten nach deren Aufstellung
- zu Österreich siehe k.k. Gebirgstruppe und Gebirgstruppe (Österreich)
- zu Deutschland siehe Gebirgstruppe (Deutschland)
- zu Frankreich siehe Chasseurs alpins
- Entsprechend ihrer Topographie und der Reduit-Strategie hat die Schweiz wesentliche Teile der Schweizer Armee auf den Einsatz im Gebirge ausgerichtet, zudem waren stets größere Teile der Bodenstreitkräfte speziell dafür ausgerüstet und ausgebildet. In der Armee XXI sind dies drei der sieben Infanteriebrigaden, mit der Gebirgsinfanteriebrigaden 9, 10 und 12.
- zu Italien siehe Alpini
- zu Polen siehe Podhale-Schützen
- In den britischen Streitkräften sind die Fähigkeiten für den Gebirgskampf bei den Commandos der Royal Marines angesiedelt, da die britischen Inseln kaum Gebirge aufweisen und dort alpinistische Kenntnisse primär bei Landungsoperationen an felsigen Küsten gefordert sind.
- zu den USA siehe 86th Infantry Brigade, ursprünglich auch die 10th Mountain Division
- zu Israel siehe Alpinistim
- in der Chilenischen Armee mit der 3. Gebirgsdivision in Valdivia mit Tragtiereinheiten
- im Argentinischen Heer die 5., 6. und 8. Gebirgsbrigade.

## Darstellung in Literatur und Film
Insbesondere der Gebirgskrieg des Ersten Weltkrieges inspirierte zu mehreren Romanen. Ernest Hemingway verarbeitete seine Fronterlebnisse in In einem andern Land (1929, verfilmt 1932 und 1957), Luis Trenker schrieb u. a. Berge in Flammen (Buch und Film 1931) und Sperrfort Rocca Alta (1937), Gino Cornali Einer von drüben (1935) und Emilio Lussus Roman Ein Jahr auf der Hochebene (1938, deutsche Ausgabe 1968) kam 1970 als Bataillon der Verlorenen in die Kinos. Der italienische Held in Mark Helprins Ein Soldat aus dem Großen Krieg (1991) nahm u. a. am Gebirgskrieg des Ersten Weltkrieges teil.